# Sparisoma chrysopterum
Sparisoma chrysopterum és una espècie de peix de la família dels escàrids i de l'ordre dels perciformes.

## Morfologia
Els mascles poden assolir els 46 cm de longitud total.

## Distribució geogràfica
Es troba des del sud de Florida i les Bahames fins al Brasil, incloent-hi el Carib.